# Блуда и МУДО
«Блуда и МУДО» — роман русского писателя Алексея Иванова, впервые опубликованный в 2007 году. Получил противоречивые отзывы критиков. 

## Сюжет
Действие романа происходит в вымышленном российском городке Ковязине, где в рамках оптимизации культурной сферы местный Дом пионеров превратился в МУДО («муниципальное учреждение дополнительного образования»). Для того, чтобы спасти учреждение от очередной реорганизации, его сотрудник, художник Борис Моржов, начинает, подобно Чичикову, собирать документы на «мёртвых душ». Мир Ковязина фантасмагоричен: город окружён «блудным» ландшафтом, имеет, несмотря на провинциальное название, амбиции мегаполиса, жители лишены комплексов и гордятся тем, что у них «есть всё». Главного героя, плута и авантюриста Моржова, литературоведы сравнивают с Виктором Служкиным из романа «Географ глобус пропил»; разница между ними в том, что персонаж «Блуды…» живёт в другое время и в другом пространстве. В Моржове соединены несочетаемые качества — он вульгарен и поэтичен, циничен и бескорыстен одновременно: «Жить приходилось в сатире, а душе хотелось эпоса».

## Оценки
Книга вызвала разноречивую реакцию литературного сообщества — от полного неприятия («Вряд ли я бы стала по доброй воле читать книгу с таким названием», Василина Орлова) до определений «мощный труд», «шедевр», «лучший роман Иванова» (Захар Прилепин). Критики называли роман сатирическим, брутальным, порнографическим; одна из посвящённых «Блуде…» статей была озаглавлена «Порно и задорно». Столь же много вариантов возникло при расшифровке слов, включённых в название книги: «блуду» трактовали как неприятность, заблуждение, скитания, распутство, разврат; аббревиатура МУДО на языке чиновников означает «Муниципальное учреждение дополнительного образования», а с точки зрения героев наполнена иным смыслом: «МУДО — оно и есть МУДО». 
Гоголевские мотивы, на которые обратили внимание критики, обнаруживаются как на уровне сюжета (в «Блуде…» присутствует явная отсылка к «Мёртвым душам»), так и «в смысловом контексте» романа — Иванов создал обзорную картину российской действительности, показав пёстрый и многослойный мир глубинки, в котором главенствует «пиксельное» мышление (лозунг, сочинённый Моржовым для ковязинцев, звучал так: «Наше будущее — это демократия плюс пикселизация всей страны!»). Сам автор, включив в роман новое слово «начичить», утверждал, что придумал его специально, чтобы усилить сходство с Гоголем: «Мой роман — это гараж, в котором стоит „мерс“. Гоголь — ключ от гаража. Но не от „мерса“. Кто схватит этот ключ и убежит, радуясь, тот никуда на романе не уедет».
Историк и литературный критик С. С. Беляков отмечал в 2010 году, что роман «Блуда и МУДО» имел «неожиданный неуспех», который заставил Иванова на время «замолчать».